# Freedom of Choice Act
Freedom of Choice Act, FOCA – projekt ustawy Stanów Zjednoczonych mówiącej, że każda kobieta ma fundamentalne prawo do wyboru kontynuacji lub przerwania ciąży w każdym momencie ciąży. Zakazuje federalnego, stanowego przeszkadzania w egzekucji praw wynikających z ustawy za pomocą regulacji, lub przepisów dotyczących świadczeń, usług, informacji. Prezydent Stanów Zjednoczonych Barack Obama obiecał podpisać tę ustawę, jeśli przejdzie przez Kongres.
Rząd nie może ingerować w to, czy kobieta chce (paragraf 4):
- urodzić dziecko
- zakończyć ciążę, zanim płód nabędzie zdolności utrzymania się przy życiu
- zakończyć ciążę, gdy płód nabędzie zdolności utrzymania się przy życiu, o ile jest to niezbędne, by ochronić życie lub zdrowie kobiety

## Krytyka
Krytycy zarzucają, że ta ustawa zwiększa już zakres prawa od czasu 1973 sprawy Roe v. Wade w dokonywaniu aborcji do momentu urodzenia (tj. pojawienia się główki podczas porodu) odgórnie na wszystkie stany federalne USA. Zniesienie praw nakazujących informowanie kobiet o fazie rozwoju, konsekwencjach aborcji i alternatywach. Zniesienie obowiązujących w niektórych stanach praw nakazujących informowanie rodziców nieletniej o aborcji planowanej przez córkę.